# Аарон Реувені

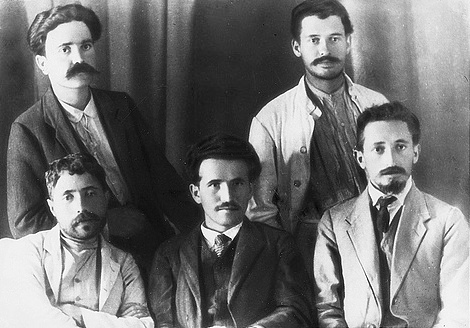
Редакційне засідання газети «Ахдут», 1910 рік. Справа наліво: Іцхак Бен-Цві, Давид Бен-Гуріон, Йосеф Хаїм Бреннер (у першому ряду), Аарон Реувені та Яков Зеруавель, що стоїть на задньому плані.

Аарон Реувені (оригінальне прізвище Шимшелевіц; івр. אהרן ראובני, народився 2 серпня 1886 року в Полтаві, помер 12 грудня 1971 року в Єрусалимі) — ізраїльський письменник.

## Життя і творчість
Аарон Реувені народився 1886 року в українському місті Полтава, яке тоді входило до складу Російської імперії. Він був сином Цві Бен Реувена Шимшелевіца (пізніше скорочено до Шимші), який активно підтримував сіонізм у Росії. У 1904 році Аарон Реувені емігрував до Сполучених Штатів, але повернувся до Росії у 1906 році у відповідь на російську революцію 1905 року. За звинуваченням у приховуванні зброї в 1908 році разом із родиною був засланий до Сибіру. Він зміг втекти в 1909 році та через Китай, Японію та Єгипет у 1910 році досяг Ерец-Ісраель який на той час належав Османській імперії.
Він публікував романи, оповідання та вірші, а також есе про єврейську літературу та дослідження ранньої єврейської історії. Найважливішою його працею вважається трилогія романів про Єрусалим, які були опубліковані окремо в 1920-х роках і які вийшли в одному томі в 1954 році під назвою ad Jerushalayim (До Єрусалиму). Більшість його творів було опубліковано на івриті, але він також публікувався на їдиш. Збірка його оповідань на ідиш була опублікована в 1991 році під назвою Gezamelte Derzeylungen. Також працював перекладачем з англійської та французької мов.
За словами Гершона Шакеда, тогочасні критики поважали Реувені як прямолінійного, тверезого поета, який описував речі такими, якими вони є. Таким чином він стояв у європейському літературному русі натуралізму кінця ХІХ — початку ХХ ст. століття. На початку 1930-х років літературна та політична еліта його ігнорувала, а в 1935 році Реувені переключився з художньої літератури на нон-фікшн. У 1960-х роках його літературна творчість отримала нову увагу, коли його визнали такі літературні критики, як Ден Мірон і Гершон Шакед. Реувені також виступав з політичних питань; У 1947 році, напередодні Декларації незалежності Ізраїлю в 1948 році, він виступав за те, щоб майбутня держава носила назву «Ізраїль». Його брат Іцхак Бен Цві був другим президентом Ізраїлю.

## Відомі роботи
Єрусалимська трилогія описує життя східноєвропейських іммігрантів у місті Єрусалимі, яке характеризується як невелике гірське провінційне містечко. Переселенці добровільно чи мимоволі опинилися там, їхні надії розвіяні, багато з них хочуть знову емігрувати. Сюжет перших двох частин досить одноманітний і відходить на другий план позаду головних тем, таких як Перша світова війна та бюрократія Османської імперії.
Найцікавішою Ґершон Шакед вважає третю частину під назвою "Шамот ". Життя Меїра Функа, який зображений як трагічна, але позитивна постать, пов'язане з історією єрусалимської сім'ї Ватштайн, де він спочатку жив як суборендатор, а згодом одружився. Описано занепад родини Ватштайн під час Першої світової війни. У той час як читачі того часу очікували , що Єрусалим буде зображений у релігійно прославлений спосіб, Реувені зображує Єрусалим як земне місто з брудними сторонами. Зрештою Меїра Фанка призивають солдатом і гине на війні; але створюється враження, що його падіння містить новий початок.

## Нагороди
Реувені був удостоєний премії Бялика в 1969 році.

## Веб-посилання
- Аарон Реувені в ITHL (Інститут перекладу івритської літератури) (англійська)